# الجبل السحري
الجبل السحري (بالألمانية: Der Zauberberg) هي رواية ألمانية لتوماس مان نُشرت في عام 1924. وتُعتبر أهم رواية للمؤلف وأهم رواية كلاسيكية في الأدب الألماني في القرن العشرين وتم ترجمتها إلى لغات عديدة.
بدأ توماس مان كتابة الرواية في عام 1912، بعد زيارته لزوجته في مصحة والد في دافوس. واعتبرها في البداية رواية قصيرة، ولكنها في النهاية أصبحت عمل أكبر من ذلك بكثير. تحكي المسرحية بقاء بطلها الرئيسي، الشباب هانز كاستروب، في مصحة في جبال الألب السويسرية، التي دخلها في البداية فقط كزائر. وقد تم وصف العمل كرواية فلسفية، على الرغم من أن قالبها يناسب رواية التعلم، ويوجد بها تأملات في مواضيع مختلفة، سواء من قبل الراوي أوالشخصيات (خاصة نابهتا وستمبريني، ومديري تعليم بطل الرواية). وكان الوقت من بين هذه المواضيع وأخذ حيزاً كبيراً لدرجة أن المؤلف نفسه يطلق علي زيترومان «رواية الوقت»، ولكن أيضاً هناك العديد من الصفحات المخصصة لمناقشة مرض السل، والموت، وعلم الجمال والسياسة، ألخ.

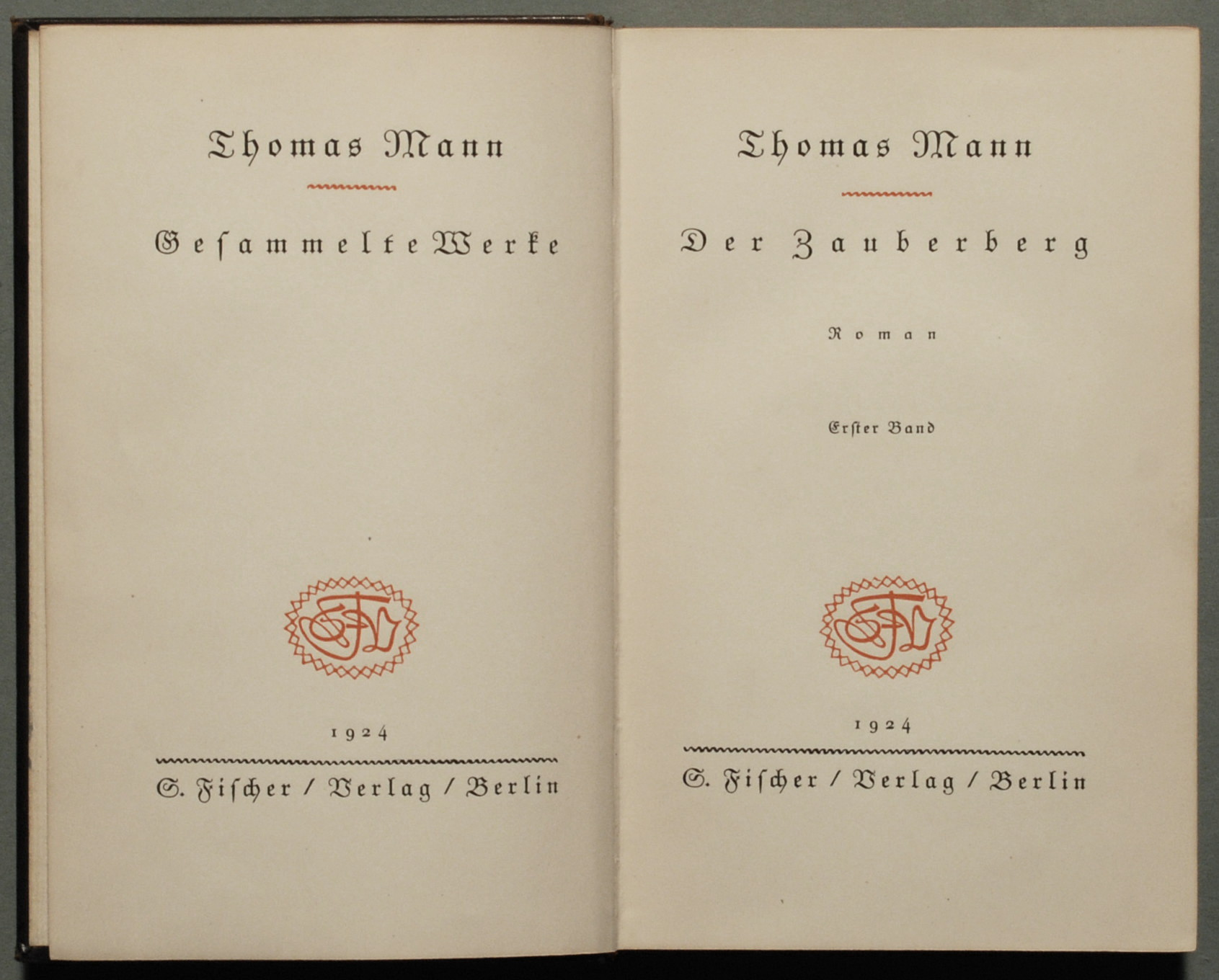
1924

وقد شهدت الرواية صورة كبيرة من الطبقة البرجوازية الأوروبية الفاسدة في السنوات التي سبقت الحرب العالمية الأولى.

## ابداع الرواية
كما ذكر المؤلف في مقدمة الرواية، أنه جاءت الفكرة الأولية لتسمية الرواية بالجبل السحري بعد إقامة زوجته، كاتيا، في مصحة والد في دافوس في عام 1912. وكانت تحكي تفاصيل حياتها اليومية في المصحة لزوجها في عدة رسائل. وقد زار مان زوجته خلال الموسم (في مايو ويونيو من ذلك العام)، وكان قادراً على تعريف نفسه في المصحة. كما كتبت كاتيا نفسها:
عندما أدخل مان زوجته المصحة، اقترح كاستروب أن يظل في المستشفى لفترة من الوقت، لكن مان رفض الفكرة. وظهرت نفس الفكرة في رواية تريسترام، عام 1903، الذي طابعها أنطون كولترخاهان الذي قام بنقل زوجته المريضة إلى مصحة الرئة في الجبال. وهناك تعرف على الكاتب ديتليف سبينيل. وقام بعزف مقطع من أوبرا تريستان وإيزولده على البيانو ل[[ريتشارد فاجنر]]، على الرغم من أن الأطباء قد منعته من أي جهد.
في البداية، فكر مان في كتابة رواية قصيرة حول هذا الموضوع تُسمى «روح الدُعابة» عن رواية الموت في البندقية، التي نُشرت في عام 1912، وهي نوع من الدراما الساخرة. وكان هدفه هو نشرها في المجلة الساخرة نويه روندشاو. وبدأ كتابة الفصل الأول مباشرة بعد عودته من المستشفى، قاطعاً الرواية بعمل (اعترافات فيليكس كرول المخادع). وسرعان ما أكتشف، أن القصة التي تدور في رأسه كبيرة، لذلك انتهى الأمر بأنها «قصة قصيرة طويلة».
انقطع عمل مان في الرواية من قبل اندلاع الحرب العالمية الأولى. واستأنفه في عام 1920، على الرغم من أنه كان متقطع. ومن المهم أن نلاحظ أنه خلال عملية أبداع الرواية، وجهات النظر السياسية لمان خضعت لتحول كبير. عند اندلاع الحرب العالمية الأولى، دعمت بشكل صريح العدوانية والقومية الألمانية مع العديد من المنشورات، وأبرزها المحاكمات الغير سياسية، التي نُشرت في عام 1918. في هذا المقال، دافع مان عن التقاليد الألمانية الثقافية، المناقضة للديمقراطيات الغربية. هذا الموقف، جعله في مواجهة مع أخيه، هاينريش مان. منذ عام 1922، بالرغم من ذلك، تصالح مان مع شقيقه، وعمل حزب للديمقراطية في جمهورية فايمر.
وأخيراً، نشر مان الرواية في مجلدين، في خريف عام 1924، في دار النشر فيشر.

## تحليل الرواية

### الوصول إلى المصحة
وتنقسم الرواية إلى سبعة فصول، وينقسم كل منها إلى عدة أقسام. فالحظة التاريخية التي تنقل الحدث لم تُذكر مُحددة في العمل، على الرغم من أن المؤلف قام بعمل تعليق في مقدمة العمل يقول:
 [...] في وقت آخر، في الماضي، منذ فترة طويلة، في العالم قبل الحرب العظمى، بدأت أمور كثيرة تظهر معها، لم تبدأ حتى الآن.
 تبدأ الرواية برحلة قطار لشاب لديه من العمر ثلاثة وعشرين عاماً، يُسمى هانز كاستروب، سافر من هامبورغ إلى دافوس في جبال الألب السويسرية لزيارة ابن عمه يواكيم زيمسن في مصحة بيرجوف الدولية. وصل كاستروب إلى المستشفى مساء الثلاثاء في أوائل أغسطس (لا يظهر التاريخ في الرواية بدقة). يواكيم الذي أعتزم ممارسة المهنة العسكرية، ظل خمسة أشهر في المستشفى ليتلقى العلاج من حالة السل، وحذر كاستروب، عندما ذهب إلى لقائه في المحطة، من شعوره بحالة بأختلاف في الوقت في الجبل السحري. وتوجد هذه مصحة على قمة أحد الجبال ارتفاعه أكثر من 1,600 متر. في البداية، جاء كاستروب إلى المستشفى كزائر لغرفة وليس كمريض ثم أُصيب بعد ذلك بمرض اللتو مات الأمريكية وجلس مع ابن عمه وآخر روسي.
 بعد ما حكي توماس أول أتصال بين كاستروب مع المصحة والمقيمين فيها، وضح (في الفصل الثاني) تاريخ العائلة لبطل الرواية، هو الابن الوحيد لعائلة التاجر هامبورغ، بعد وفاة والديه المفاجئ، قام جده بتربيته ثم عمه، القنصل تينابابل. على الرغم من أنه لديه حالة اقتصادية جيدة بفضل ميراثه من الأسرة، قد أنهى دراسته في الهندسة البحرية وبدء في ممارسة مهنته.
 عند وصول، كاستروب أعتزم البقاء ثلاثة أسابيع في المستشفى لزيارة ابن عمه، قبل أن يذهب للعمل في بناء سفينة توندر وويلمس. وفي ليلة وصوله، ألتقى أحد الأطباء في المستشفى، وهو الدكتور كاركوفيسكي.

### اليوم الأول

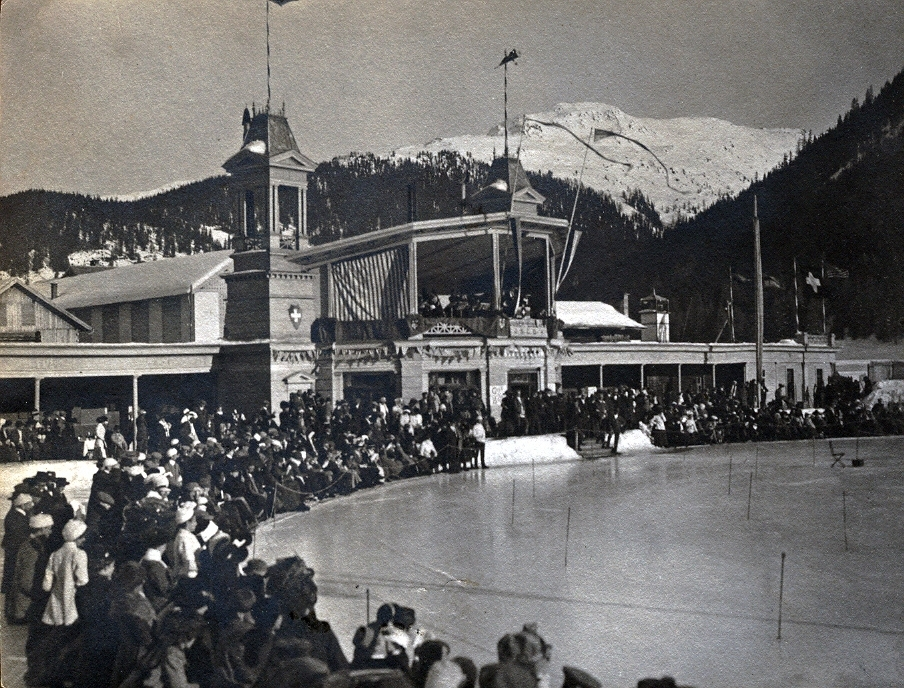
مشهد للباتيناج في دافوس منذُ عام 1915.

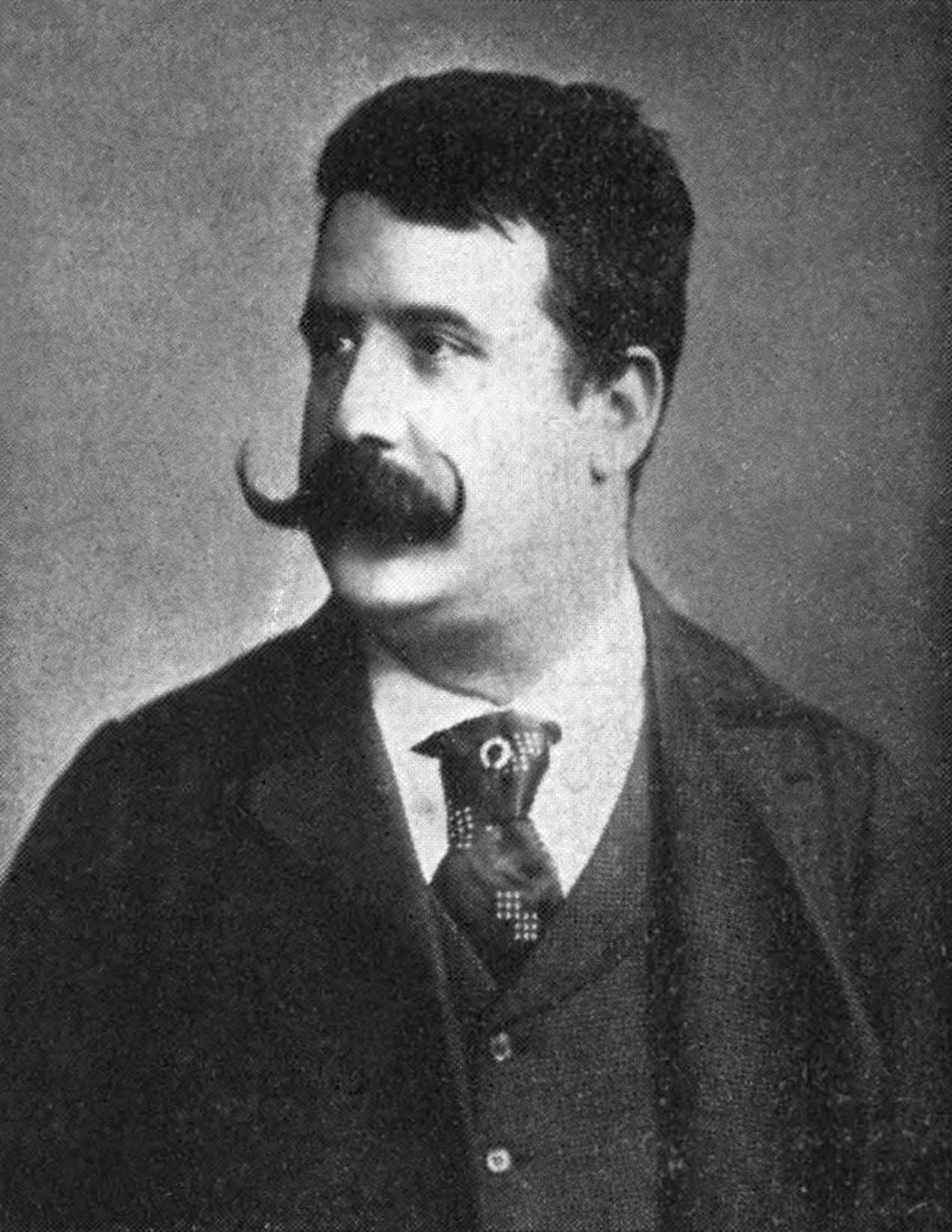
رجيرو ليونكافايو، وهو شخصية لوديفيكو ستمبريني من الناحية الجسسمانية. أما بالنسبة لكستروب فوجد تشابه بينه وبين استمبريني في الصفات.

ويخصص الفصل الثالث من الرواية كلياً ليحكي بدقة اليوم الأول لكاستروب في مصحة بيرجوف الدولية. وقد انزعج قليلاً من الضوضاء الصاخبة لزواج الروسي الموجود في الغرفة المجاورة، وذهب كاستروب لتناول الإفطار مع ابن عمه في غرفة الطعام في تمام الساعة الثامنة. كانت غرفة الطعام كبيرة، وواسعة، والأضاءة قوية، وبها سبع موائد، كل مائدة يمكن أن يجلس عليها عشر أشخاص. دعا يواكيم هانز وزملائه على مائدته، على الرغم من أنه لا يعير ذلك اهتماماً.
عندما خرج كاستروب من الغرفة، ذهب إلى مدير المصحة، الدكتور بيرهنس الذي لاحظ أثناء محادثته معه أعراض فقر الدم. ثم ذهب كاستروب وابن عمه ليتجولوا حول المستشفى، وكان معهم مجموعة من الشباب والبنات الموجودين في المصحة، كما هو موضح في وقت لاحق في «الجمعية الوسطى للرئة» من قبل زيميسن. وكان هناك فتاة في المجموعة تصفر لكاستروب، تسمى هرميني كلفيلد، مريضة باسترواح الصدر.
يقول كاستروب أنه بدأ يلاحظ اثنين من الأعراض الغريبة منذ أن كان في المستشفى: فكان لديه شعور غريب بالحرقان في الوجه، ولم يستطع تميز طعم السيجار أثناء التدخين (خاصة السيجار ذات العلامة التجارية ماريا مانشيني). وكانت المحادثة بين ابني العم تدور حول موضوع الموت، ولكن توقفت بسبب وصول شخصية جديدة، لودوفيكو ستمبريني، وهو كاتب إيطالي من بادوا، معجباً بكاردوتشي، الذي يقرأ له ترنيمة الشيطان. ظهور ستمبريني فجأة، جعل هناك «مزيج من اللامبالاة والسحر»، جعل كاستروب يُفكر في تلك المحادثة. فكانت مليئة بالاقتباسات الأدبية، مع إشارات إلى الأوبرا، والناي السحري، والشاعر اللاتيني فيرجيل، والأساطير اليونانية. ومع مرور الوقت، أصبح ستمبريني، ماسوني، مدافعاً متحمساً للديمقراطية والإنسانية والتقدم، وأصبح في نهاية المطاف مغيراً من طريقة فكر معلمه كاستروب في مسائل الفلسفة والسياسة.
بعد ذلك عاد أبناء عمه الاثنان بعد تلقي فترة العلاج في المصحة لقضاء فترة النقاهة، وقد استمتع كاستروب بقضاء تلك الفترة في المستشفي لمعرفة تفاصيل المكان. وكانوا بتحدثون عن طبيعة الزمن، حتى حان الوقت لتناول طعام الغداء. بعد الانتهاء من ذلك، أخذوا ركوبة جديدة، ولكن هذه المرة كانت إلى القرية، لقضاء فترة الراحة هناك. أثناء الغذاء، ظهرت شخصية روسية جديدة، كلاوديا تشاوشات، والروسيين كانوا قد جذبوا انتباه كاستروب بعاداتهم السيئة في السلام. ويأتي، بعد ذلك، السيد ألبين في حين يرقد كاستروب، بطل الرواية الذي يُصاب بمرض غير قابل للشفاء، على كرسي إسترخاء في شرفة الغرفة الخاصة به، الذي أعجبته فكرة الانتحار أمام مجموعة من السيدات في الحديقة.
خلال العشاء، عاد كاستروب من جديد إلى كلاوديا تشاوشات. ثم دخل مرة أخرى في محادثة مع ستمبريني الذي عمل مستشاراً له قبل مغادرة المستشفى. ولم يأخذ بطل الرواية، المتعب جداً، كلام الإيطالي على محمل الجد. بعد فترة قصيرة خلد إلى النوم. وفي أحلامه، ربط بين الأسخاص الذين قابلهم في المصحة وبين طفولته.

### أول ثلاث أسابيع. ستمبريني وكلاوديا تشاوشات
يصف الفصل الرابع من الرواية حياة كاستروب في المصحة لمدة أسبوعين ونصف تقريبا. وكان هنا شخصيتين لها أهمية خاصة في هذا الفصل هما: ستمبريني وكلودي تشاوشات.
خلال الأيام التي تلت دخوله إلى مصحة بورجوف الدولية، وتحدث بطل الرواية في كثير من الأحيان مع ستمبريني، وكان يحدثه عن والده، الذي كان من الشخصيات المشهورة، وعن جده، جوسيبي ستمبريني، الذين شاركوا في ثورة 1830. وعرض أيضاً كاستروب أفكار الشخص الإيطالي عن المرض، والموسيقى، والخطر.
كان يبدأ كاستروب الحديث عن المرض، بشكل عشوائي إلى حد ما، عندما يؤكد أن المرض لديه شئ من النبل. لكن ستمبريني تنفي بشدة ذلك الكلام، وشرح وجهة نظره، التي تنص على أن الفكرة التي أعرب عنها كاستروب هي، في حد ذاتها، غير صحية وغامضة. أما بالنسبة للموسيقى، فكانت آراء ستمبريني صادمة جدا لكاستروب: على الرغم من أنه يتحدث عن "قضية أخلاقية"، ألا أنه كان يرى أن الوقت يعطي الحياة، والروح والقيمة "، ويقول أيضاً أنه لديه بالشعور بالكراهية اتجاه السياسة. في المحادثة الثالثة، عبر عن إعجابه العميق بجده الثوري وحدد بوضوح رؤيته للعالم قائلاً:
على الرغم من سحر الكلمات التي قالها ستمبريني، لم يقتنع بها بطل الرواية تماما، بل وأحيانا يقول عن وجهات نظره تبدو سخيفة. وقد عارض ستمبريني شخصية جده، بحب القيم الإيجابية أكثر من المحافظة. خلال هذه الفترة، بدأ كاستروب أيضا أن يشعر باهتمام اتجاه كلودي تشاوشات، وبالفعل في اليوم الأول لفت انتباهه ضجيجها. كلودي هي امرأة روسية تبلغ من العمر 28 عاما، متزوجة من رجل أعمال في داغستان، وعاشت وحيدة لمدة عام في المصحة. سلوكيات تاعملها لفتت انتباه كاستروب، والتي كانت تذكره بسلوكيات زميل سابق له في المدرسة، بريبيزلاف هيب. ووقع كاستروب في غرام كلودي، على الرغم من انه لا تجرؤ على الاعتراف بهذا ولا يجرؤ على التحدث إليها. كانت مدام تشاوشات تجلس في غرفة الطعام في مكان بعيد قليلاً عن كاستروب، والتي في الرواية تسمى «مائدة الروس المميزة».
كان أول أثنين من إقامة كاستروب في المصحة، يعود فيه مرهق بشكل غريب بعد المشي، وحضر محاضرة للدكتور كوركوفيسكي، وضح فيها نوعية هذا المرض وأوضح أيضاً أن الحالة النفسية تلعب دوراً مهماً في الشفاء منه وكان هناك جزء من أفكاره تتشابه مع فرويد. وعندما اقترب وقت خروجه من المستشفي، شعر كاستروب ببرودة في جسمه وأكتشف أنه مصاب بحمى. وقبل مرافقة ابن عمه لمكتب الدكتور بيرنس، وكشف على حالة الرئة لديه وطلب منه البقاء في السرير لمدة ثلاثة أسابيع. لذلك، كان يجب على كاستروب البقاء في مصحة بيرجوف الدولية لفترة غير محددة، ولكن من المفترض أن تكون طويلة جداً.

### تأقلم كاستروب في المصحة
يغطي الفصل الخامس من الكتاب فترة كبيرة جداً: منذ وصول كاستروب في شهر سبتمبر المستشفى حتى فبراير التالي، وتحديدا حتى ليلة ثلاثاء الكرنفال.

كان شفاء كاستروب من مرضه غير متوقعة، فقد ظل ثلاثة أسابيع في السرير دون أن يتأقلم مع الروتين اليومي للمستشفى، على الرغم من التقارير الإخبارية التي كان يرسلها ليواكيم ابن عمه. وقد زاره ستمبريني يوم واحد، وعبر له عن رغبته في أن يعما معه في معلمه الخاص الذي يساهم فيه الشباب. وأخيراً انتهت فترة الثلاثة أسابيع التي حددها الطبيب، وفي أواخر سبتمبر، ترك كاستروب السرير في المصحة وعاد إلى حياته الطبيعية. وبعد ثمانية أيام، تم إجراء صورة أشاعية، مما يؤكد التشخيص الأولي للدكتور برهرنس. رؤية للهيكل العظمي لابن عمه، ويده، ترك أثر عميق في كاستروب قائلاً:
منذ تلك اللحظة، تكيف كاستروب تماماً لحياته الجديدة كمريض في المستشفى. وأرسل رسالة إلى أسرته لشرح الوضع، الذي سوف يجبره على تأجيل عمله في بناء السفن، وأخبرهم بأنه سيكون ذلك لأجل غير مسمى، ولمدة طويلة. وقد حذره ستمبريني مرة أخرى من المستشفى، ونصحه بأن يرحل منها ويعود لحياته كما كان من قبل. بالإضافة إلى ذلك، حذره من تأثير حبه لكلاودي عليه بالإضافة أنه يحبها سراً . ومع ذلك، فإن بطل الرواية لم يعير كلام ستمبريني اهتماماً.
ومع مرور الوقت، وقع كاستروب، بالفعل، في حب تشاوشات بجنون ولم يكن يجرؤ حتى على التحدث معها. كما رسم مدير المصحة، الدكتور بيرهنس، صورة لكلاوديا، ليرخ وجه حبيبته في غرفته. ومع ذلك، لفت انتباه الطبيب سر الحياة، وأيضاً تخصصات علم التشريح، وعلم وظائف الأعضاء، وعلم الأمراض، وعلم الأجنة والمجالات ذات الصلة، التي بدء القراءة فيها. وكان يفكر في ما يميز الحياة من الموت.
بعد الاحتفال بليلة رأس السنة، التي بالكاد غيرت الرتابة السائدة في المصحة، لفت انتباه كاستروب محبة المسيحيين. وكان يواكيم ابن عمه، على فراش الموت من المرضى الميؤوس من شفائهم، وحاول أن يجعله سعيد في أيامه الأخيرة. عارض بشدة ستمبريني هواية البطل الجديدة، التي حظيت باهتمام كبير. أعطوا أبناء العم اهتمام كبير للمريضة كارين كارستدت، التي لم تدخل المستشفى، ولكن كانت في قرية قريبة منها.
مع هذه الأنشطة، ومع مرور الوقت اختلف تصور كاستروب عن المستشفى، وكان ثلاثاء الكرنفال ذو أهمية خاصة لدى سكان الجبل. وتم عمل حفل تنكري، وكان يوجد فيه جميع المشروبات، حتى لا يشعر المرضى بفارق اجتماعي. وفي تلك الليلة، بعد سبعة أشهر تقريباً من الحب بصمت، تحدث كاستروب إلى كلاوديا تشاوشات، وذلك باستخدام نفس العذر الذي استخدمه في مرحلة الطفولة للتحدث مع صديقه هيبى بريبيسلاف: طلب منه قلم. وحاول ان يتحدث مع تلك المرأة الروسية باللغة الفرنسية ويعترف بحبه لها. لكن مدام تشاوشات قامت بعمل موقف غامض نوعا ما تجاهه، لم يكن كاستروب متوقعه منها، ولم يذكره صراحةً في روايته. فقد قررت كلاوديا الرحيل إلى داغستان لمقابلة زوجها، مما جعل كاستروب يشعر بالحزن، لكنه كان لديه أمل في عودتها. قبل مغادرتهه، تبادل كاستروب وكلاوديا صور أشعة الرئة.

### نابهتا
في الفصل السادس، كانت بدية أول يوم بعد رحيل كلاوديا، وبداية حزن كاستروب. وكانت العلاقة بين كاستروب وستمبريني قد انقطعت، وما حدث مؤخراً مع كاستروب أصابه بخيبة أمل بسبب رحيل مدام تشاوشات. ومع ذلك، منذ وصول الربيع، استئنف كلاص منهما علاقته بالآخر. واعلن الإيطالي عن عزمه على مغادرة المستشفى ليستقر في قرية (في دافوس دورف). وبدأ كاستروب حينئذ حضور جلسات التحليل النفسي في مكتب الدكتور كروكوفسكي، وشعر، بأن ذلك يتزامن مع أزهار الربيع، وبدأ اهتمامه المفاجئ بعلم النبات. وكان زيمسن حريص على الانضمام إلى الجيش، ولكن الأطباء نصحوه بعدم فعل ذلك.
وفي يوم من الأيام عندما كان يتجول مع أبناء اعمامه، اجتمعوا بالصدفة مع ستمبريني، الذي غادر المصحة، وعمل في شركة مُعلمه اللاتيني الذي عا ش معه بالإيجار في نفس المنزل، ويُسمى ليو نابهتا. على الرغم من تردد الإيطالي من تأثير نابهتا السئ على كاستروب، أصر أبناء عمه على زيارة نابهتا في منزلة.
وكانت المحادثات بين نابهتا وستمبريني، بطريقتين مختلفتين لمعارضة رؤية العالم، وتأخذ صفحات كثيرة من الرواية. في الحديث الأول مع كاستروب أوضح ستمبريني واحدية العالم وأوضح نابهتا ثانوية العالم. بينماكان ستمبريني متمسكاً برأيه، كان نابهتا يدافع عن الحياة التأملية، نقلا عن برنارد دي كليرفو وميغيل دي مولينوس لدحض تأكيد نظرية ستمبريني. تم تحول الحديث بعد ذلك إلى القضايا السياسية، وأعرب نابهتا عن فكرته بطريقة غامضة، «مملكة الله الجديدة»، بينما ستمبريني فكرته المثالية هي «الجمهورية العالمية».
كان الحديث الثاني عندما دعا كاستروب وزيمسن نابهتا لزيارة هم في غرفهم، وكانت فاخرة بشكل مدهش. وأنخرط كاستروب ونابهتا في الحديث عن علم الجمال بشكل غير متوقع ووصل ستمبريني وشاركهم الحديث. وفي المناقشة التالية، تجلى نابهتا بعض وجهات النظر التي أدهشت كاستروب: للدفاع عن نظرية مركز الأرض لبطليموس، مقابل مركزية الشمس لكوبرنيكي، قائلاً:
«
الإنسان هو مقياس كل شيء وسعادته هي معيار الحقيقة. فنحن نفتقر إلى المعرفة النظرية المرجعية لفكرة سعادة الإنسان وذلك يساعد الإنسان على الحياة الصحيحة.
ثم يعرض أفكاره السياسية: فهو عدو للرأسمالية، والدولة البرجوازية، ويدعم استعادة دولة الإنسانية قائلاً،
لا للتنظيم الجماعي ولا للعنف، فالدولة ملزمة بالتعامل بما جاء في الأديان، بدون قانون أو عقاب، ولا فوارق طبقية. كل ما نحتاجه هو المساواة، والأخوة، والكمال.
الفكر الذي يعرضه نابهتا هو خليط من الأيمان بالعصر السعيد، والفوضوية والشيوعية، على حد تعبير كاستروب.  فمكون الشيوعية مهم جداً، لأنه يشار إليه على أنه "حل مؤقت" في " دكتاتورية البروليتاريا ".»

### رحيل زيمسن
جاء شهر أغسطس، وكان كاستروب قد أتم بمجئ هذا الشهر عام في المصحة. أما زيمسن أتم عام ونصف، وقرر الدكتور بيرهنس أطالة مدة إقامة في بيرجوف لستة أشهر ، لكنه ترك المصحة على مسؤوليته الخاصة. أما بخصوص كاستروب فسمح له الدكتور بالرحيل وقضاء فترة النقاهة، لكنه رفض، وقررت البقاء في المصحة. وترك زيمسن بيرجوف بعد بضعة أيام. وفي الخريف أتى أحد أعمام كاستروب، جيمس تينابل، من أجل التمهيد هناك لأبن أخيه، وقال لكاستروب أنه لا يفهم لماذا يصر على البقاء هناك. ووصول تينابل يوجد به شبه إلى حد ما من وصول كاستروب العام السابق، وكما وقع كاستروب في الحب مع تشاوشات، وقع أيضاً تينابل في الحب مع السيدة ريدسش. ومع ذلك، بعد النتهاء من المحادثة عن الموت في غرفة الطعام قرر الذهاب لغرفة أبن عمه.
بعد رحيل ابن عمه، أسس كاستروب علاقات ودية مع اثنين من المرضى: انطون كارلوفيش فرج، وهو روسي، من سان بطرسبرغ، وفرديناند وهاسال وهي ألمانية من مانهايم، ووقع كاستروب في حبها كما كان من قبل مع كلاوديا تشاوشات. وكان يأتي أحيانا نابتها وستمبريني لزيارة كاستروب. وزاد أهتمام كاستروب بنابتها عندما علم انه ياسوعي ووجد به شبه كبير من ابن عمه ريمسن، العسكري. وكانت هناك محادثة بين نابتها وستمبريني، بعد عدة أشهر من حفلة رأس السنة، كان حاضر فيها كاستروب، وفرج، ووهاسال وكانوا يتحدثون فيها عن المرض والموت. في سياق ذلك الحديث، كانوا يتناولون قضايا التعذيب وعقوبة الإعدام.

### حلم الثلج
المقال الرئيسي: حلم الثلج.
كان هناك مشهد من الفصل السادس بعنوان «الثلج» ويُعتبر من أهم احداث الرواية، ولديه قوة تأثيرية في العرض.
خلال فصل الشتاء الثاني الذي كان يقضيه كاستروب في المستشفى، وأراد كاستروب أن يشعر به فحلم بهطول ثلج كثير وقرر بطل الرواية شراء زحافات ليتزحلق على الجليد، ويبدأ سلسلة من الجولات في الوديان القريبة .
وخلال وادي منهم، قام ببحث خطورة المشهد الثلجي، والذي كان يحبه، وشاهد هانز كاستروب عاصفة ثلجية. والتي جعلته يختبئ في كبينة هناك. وقام بشرب كأس من النبيذ. مماجعله يشعر بأنه في حُلم غريب.
كان في البداية حُلم جميل بدأ بهطول الثلج على ساحل البحر الأبيض المتوسط، مع شباب وأطفال جمال يتم التعامل معهم بكل عطف واحترام. وحينئذ تم اكتشاف معبد غريب، وتم اكتشاف تمثالين إناث يبدو زوجة وابنة. ولسبب ما، كان باب المعبد مفتوح، ورأى كاستروب مشهد مروع: اثنان من الساحرات تلتهم طفل صغير . وبعد ذلك استيقظ كاستروب، وقارن كل ماشلهده في الحلم بالواقع، واعترف هانز كاستروب بأن حضارة الإنسان ليست سوى التغلب على الخوف الذي يسكنه. وبدأ يشك في ستمبريني ونباتها، الذي اعتبروا التبسيط هو أساس الحضارات، ولكن أيضا من الأضداد "الموت والحياة"، "المرض والصحة"، "العقل والطبيعة". فالأنسان هو أنبل من كل التناقضات، لأنه لا توجد إلا من خلاله. وكان مبدأ هانز كاستروب هو التعاطف مع البشرية، وكتب عبارة بخط مائل في الكتاب، "باسم الخير والحب، الأنسان هو مصدر الخير والحب ولا يجب أن يدع فكرة الموت تسيطر على أفكاره». ونسى هانز كاستروب لحظة هروبه من العاصفة. وفي الواقع، كان هناك انعكاسات عليه من توماس مان، وكتبه لنفسه وللقارئ.

### عودة وموت زيمسن
بعد عام من الغياب، أدى فيه حياته العسكرية بنجاح، ووصل إلى رتبة ملازم، يتم أصابته مرة أخرى بأمراض خطيرة ويذهب زيمسن إلى مصحة بيرجوف التي بها ابن عمه كاستروب، ويواكيم. يصل وفي بداية شهر أغسطس، بعد عامين من وصول كاستروب للمصحة وبداية الرواية. وزيمسن الذي أتى بصحبة والدته أعطى لكاستروب معلومات عن كلاوديا تشاوتشات وكانت عودته قد تزامنت مع ميونخ الذي كان يريد العودة في الشتاء.
وعاد زيمسن لحياته القديمة مع زملائه الجدد وكاستروب، وفرجي وهسال. وزيارة كاستروب لستمبريني ونابتها قبل عودة زيمسن كانت قد كشفت له أن ستمبريني ينتمي للماسونية، وناقش هذه المسألة مع كل منهما على حدة. بالفعل كان في وجود ابن عمه كاستروب توجد مناقشة بين ستمبريني ونابتها في الأدب، وبدأوا أن يحكموا على الشاعر الاتيني فيرجيل ويسخروا من التقاليد الكلاسيكية بشكل عام، مما جعل ستمبريني غاضب. بالنسبة لنباتها، التقاليد الكلاسيكية ليست سوى «وسيلة للتفكير نموذجية في وقت معين، ومنها الليبرالية البرجوازية على وجه الدقة»، أما بالنسبة للإيطالي هي «انعكاسا لجوهر الأنسان».
وبمرور الوقت تدهورت صحة زيمسن تدريجياً. وطلب كاستروب من الطبيب أن يعرف حالته الصحية وقال له مدير المصحة الدكتور، برهنس، أن موته قريب. وجاء الوقت الذي كان على المريض أن يلازم الفراش، وكان يذهب كاستروب إلى والدته بدلاً منه. وأخيراً، توفي زيمسن، في يوم ما في أواخر نوفمبر، في الساعة السابعة، وترك مذكراته التي بها تاريخ حياته.
ومع وفاة زيمسن ينتهي الفصل السادس من الرواية.

### الشخصية الجديدة: مينهر بربركورن
وأخيراً في الشتاء، كما توقع كاستروب عادت كلاوديا تشاوتشات برفقة شخصية جديدة مينهر بيبركورن، عشيقها الهولندي الجديد. وكان بيبركورن غني بفضل مزارع البن في جافا، لفت انتباه جميع المرضى من المستشفى شخصيته وأخلاقه. وكان مدمن الكحول ليعطيه شهية. على الرغم من أن كاستروب في البدية وقع في حبها ألا أن هذا الحب انتهى بوجود بيبركورن. وعمل كاستروب على تقوية شخصيته ليتغلب على مواقف الحياة.
وقام كاستروب بتقديم ستمبريني ونباهتا لبربركورن، على الرغم من أنهما لا يعجبهما الهولندي. على الرغم من الخلاف بين بربركورن ونباهتا وستمبريني استكملوا جدالهم حول دور الكنيسة في تاريخ البشرية. وبالرغم من أن بربركورن لو يكن خطابه قوياً، لكن قوة شخصيته جعلت مدخلاته الجدلية قوية.
وفي محادثة بين كاستروب وكلاوديا كان واضحاً حبه لها على الرغم من أعجابها العميق ببربركورن. وبعد أيام، ذهب كاستروب لزياره الهولندي، الذي كان ملازم الفراش في كثير من الأحيان. واعترف لكاستروب بالعلاقة المتبادلة بينه وبين كلاوديا. ولكن هذا السبب لم يجعله ينهي صداقته معها بل جعلها أقوى.
في مايو، قام كاستروب، وفريجي، وستمبريني، ونابهتا، وكلاوديا تشاوتشات، وبربركورن بتشكيل مجموعة لعمل رحلة لزيارة وادي الشلال. في تلك الليلة، كانت الممرضة تيقظ كاستروب: لتخبره ان بربركورن كاد أن ينتحر، باستخدام آلية مبتكرة لستخراج سم الثعبان لعمل مزيج من السموم المختلفة. وفي محادثة سابقة لكاستروب مع بربركورن شعر بأنه خبير في السموم. وتركت مدام تشاوتشات مصحة بيرجوف ولن تعود أبداً إليها.

### النهاية
في نهاية الرواية، كان كاستروب مثل باقي مرضى المصحة تنتابه حالة ملل. مما جعله يكرس وقته لأنشطة أكثر تنوعاً مثل: التصوير الفتوغرافي، وهواية جمع الطوابع البريدية، وأكل الشكولاتة، والرسم، وزيارة باقي المرضى، ووضع قوانين جديدة للأطباء لحل المشاكل التي تواجههم. وكان بعض الأشخاص لديه أفكار مجنونة مثل حل مشكلة تربيع الدائرة. وفي الوقت نفسه، كان يستمع كاستروب للموسيقى عند الدكتور بيرهنس وهو يجلس معه ليتحدث.
وكان الدكتور كروكوفسكي يهتم بالعالم خارق للطبيعة، وخصوصاً العالمة الدنماركية إلين برناد. وظهرت علامات قة يى لبدء تنظيم جلسات حول هذا الموضوع. وطلب كاستروب منهم أن يجعلوا روح ابن عمه المتوفي يواكيم زيمسن تظهر حتى يعتذر له. في الواقع، كان هذا طلب غريب وأثار دهشة الجميع.
تم رفع معنويات المرضى وكان في بعض الأحيان يحدث أضرابات لهم، وكانت الحرب العالمية الأولى قد أوشكت على البدء. وكان هناك توتر في العلاقة بين ستمبريني ونباهتا. وكان في إحدى المناقشات بينهم، قام ستمبريني ونباهتا باللعب بالمسدسات. على الرغم من محاولات كاستروب لمنع هذا، لأن طلق الرصاص في الهواء خطر ويمكن أن يصيب أحد.
وأخيراً، اندلعت الحرب، وكان كاستروب قد قضى سبع سنوات في المصحة. وبعد وداع ستمبريني، ترك بطل الرواية في النهاية المصحة وعاد إلى حياته كجندي.وتغير كل شئ فجأة، وكان على الجنود أن يتخذوا موقفاً لأن كان العديد منهم سوف يموت في هذة المعركة بدون جدوى.وكان كاستروب واحداً من الجنود. وكانت وفاته قد اقتربت مما جعل البطل لايستطع أن يروي ماحدث بعد ذلك في الرواية.

## الشخصيات

### كاستروب
وفقاً للمعلومات الذي قالها مان نفسه، طابع كاستروب هو البحث عن الكأس المقدس في بارزيفال من ولفرام فون إيشينباك، أوفي برسيفال من كريتيان دي تروا. وفي الرواية، هذة الشخصية من أهم سماتها هو الرغبة الملحة في المعرفة. وتأثرت جداً بستمبريني ونابهتا وكان عند كاستروب نزاع حول كيف يكون الله والشيطان مع الأنسان وذلك كان في العصور الوسطى.
كان كاستروب من الطبقة البرجوازية هامبورغ (مثل مان من عائلة تاجر في لوبيك). وكان للوسط الاجتماعي دور كبير في تحديد موقفه في الحياة، وجعله في البداية ضد الأيديولوجيات المتطرفة مثل ستمبريني ونابهتا. بالنسبة لستمبريني هو طفل مدلل يحب الحياة وكلاوديا تشاوتشات من الطبقة البرجوازية.
واختيار اسمه من قبل كان لم يكن صدفة: هانس هو من أكثر الأسماء شيوعاً في ألمانيا، لذلك كان يجب استخدامه لتمثيل ألمانيا. فالكثير من الألمان الذين لهم حكايات شعبية تتميز شخصيتهم بهذا الاسم مثل هانز ايم جلوك. وأيضاً هانس باللغة الإسبانية هو خوان، وهذا الاسم يشير إلى يوحنا المعمدان وهو من سلاليف المسيح، وسان خوان إيفانجليستا، مؤلف الإنجيل الرابع لرؤيا يوحنا.

### ستمبريني
ستمبريني هو من الشخصيات الرئيسية في الرواية. كان كاستروب هو معلمه الروحي، وكان يمثل له نظام القيم البرجوازية، وأيضاً كان يمثل له النشاط الإبداعي والتقدم للبشرية. وكان يحذر كاستروب من حبه لكلاوديا داخل المصحة، وكان يحثه على ممارسة نشطات أخرى حتى يبتعد عن ذلك الحب. وارتبط أيضاً طابع ستمبريني بالتقاليد الإنسانية وقيم الديمقراطية والتنوير، مع التركيز بوجه خاص على التسامح وحقوق الإنسان.
ومع ذلك، كان تفكيره لا يخلو من التناقضات: فكان يدافع عن الحرب عندما كان لها سبب وطني.
دوره في التنوير لكاستروب، كان يظهر رمزيا في بعض الأحيان، مثلما دخل غرفة كاستروب وكانت ظلمة وفجأة قام بإضاءة النور. وقد كتب عن المعلمين مثل: كاردوتشي، ولوسيفر، وآخر «من علماء التنوير»، والذي يُسمى فورزا فينديز ديلا راجيون. وكان يحب مقارنة نفسه مع بروميثيوس، الذي ذكر في الأساطير اليونانية النار وذكر معها التنوير للبشرية.

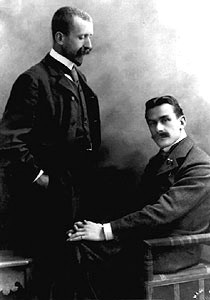
الأخان توماس مان وهينريش مان عام 1902.

وكان نابهتا خصمه، ويزدرء ستمبرينى باعتباره كاتب للحضارة، وهذا هو نفس التعبير الذي كتبه في مقالته «الاعتبارات غير السياسية» عام (1918)، واستخدم مان يستخدم الإشارة إلى صورة كاريكاتورية لنوع معين من الكتاب ليعبر عن الأيديولوجية الليبرالية، وربما كان هذا الطابع الأول لشخصية ستمبريني. كما طور مان الرواية، فأصبح هذا الطابع يجسد قيم الديمقراطية لجمهورية فايمار، التي انضم إليها مان بعد التصالح مع أخيه في عام 1922. لهذا السبب كانت أفكار ستمبريني تعبر عن أفكار مان وخاصة في الفصول الأخيرة من الرواية.
المظهر الخارجي لستمبريني مستوحى من الملحن روجيرو ليونكافايو. ومن ناحية أخرى، كان ستمبريني اسم لكاتب وطني إيطالي شارك بعدة نشطات لتوحيد إيطاليا.

### ليو نابهتا
ليو نابهتا هو من الأشخاص الذين تحولوا من اليهودية إلى الكاثوليكية ودخلوا في نظام اليسوعية، ويتم أصابته بمرض في الرئة ويذهب إلى المصحة في دافوس ليتلقى العلاج. وكان خصم لستمبريني.
اسم نابهتا يرمزإلى التطرف الذي كان موجود في جمهورية فايمار، وأدى هذا التطرف في نهاية المطاف إلى إقامة نظام شمولي له فكره ونظامه في العصور الوسطى، وهو خلط عناصر غير متجانسة من الأيديولوجيات مثل الشيوعية والفوضوية والفاشية. وكان لديه مهارة جدلية كبيرة في الخطاب.
وكان كاستروب يحتار بين نابهتا وستمبريني ولكن في نهاية المطاف، وخاصة في مشهد «الثلج» في الفصل السادس اتفق قليلاً مع استمبريني. وكانت شخصية نابهتا لم تكن موجودة من بداية الرواية ولكنها انضمت إليها بعد ذلك. ومن الشخصيات التي يمثلها نابهتا جورج لوكاتش، وليون تروتسكي، وفريدريك نيتشه. ومن الجدير بالذكر أن اختيار نابهتا يهودياً يدافع عن النظام الشمولي الذي يوجد في شخصية الدكتور فاوست، حيث يتم تمثيل التفكير الفاشي من قبل اليهود.

### كلاوديا تشاوتشات
هي شخصية نسائية ذات جاذبية. وكان شعور كاستروب بالحب اتجاهها أحد الأسباب التي جعلتها تنهي غطالة إقامتها في المصحة. وكانت رمزاً للرغبة الحسية الإيجابية عند الرجال، ويمكن العثور على نماذج أدبية لهذه الشخصية في سيرس الساحرة من أوديسا وفي حوريات أجنر من تانهاوسر فنوسبرج.
وكانت مدام تشاوتشات هي زوجة مسؤول روسي في داغستان، وسمح لزوجته بالسفر إلى أوروبا. با لإضافة إلى أن كاستروب كان لفترة وجيزة حبيبها، وأيضا شخصين أخرين: الطبيب بيرهنس ومنهر بربركورن.
وكان واضح جداً ملامحها الآسيوية: لستمبريني، وكان ذلك هو تجسيد لخطورة «إنهاك آسيا». وعندما تعرف عليها كاستروب تذكر زميله بريبسلاف هيب وكان يتذكره في الرواية بأكملها.
كان لقب كلاوديا تشاوتشات فرنسي من التعبير الفرنسي«نشاود شات». وكان الدكتور بيرهنس حبيبها لفترة من الوقت، وفي محادثة له مع كاستروب أطلق عليها اسم القطة الصغيرة، وأشار إليها الراوي كثيرا باسم الماكرة. وقد يكون لهذا الاسم علاقة بكلاو في الأنجليزية ويعني مخالب. ويبدو أن مان ابتدع هذة الشخصية المريضة في المصحة ليشير بها إلى زوجته التي كانت في تلك المصحة متسمى كلاوليا.

### مينهر بربركورن

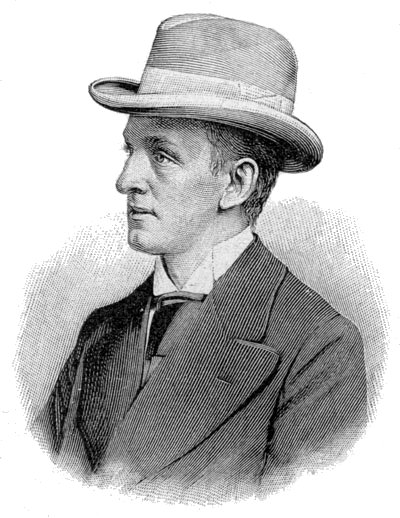
جيرهارت هاوبتمان، نموذج لمينهر بربركورن.

شخصية مينهر بربركورن لا تظهر إلا في نهاية الرواية ووجودها قصير، وهي واحدة من الشخصيات الأكثر لفتاً للجبل السحري. وهذة الشخصية تبهر كاستروب، على الرغم من أنه كان يفتقد ستمبريني ومن حيث المظهر الخارجي، كان مستوحى من جيرهارت هاوبتمان.
كان بربركورن يمثل القدرة على الشعور والاستمتاع بالحياة، وذلك على عكس فكر نابهتا وستمبريني. ويبدو أنه «خليط من المسيح وديونيزوس». وبهذا المعنى، لم يسبق له مثيل في شخصيات أخرى في أعمال مان، ورواية السيد تريستان كلوترجاهن، أو هانز هانسن صديق كروجر تونيو.
وكانت قدرته على التعبير بخطاب متماسك قليلة، فكان يترك دائماُ ردود الفعل متباينة، وقال أيضاً وجهة نظره للحياة:
«مشاعرنا هي التي تعطينا القوة في هذة الحياة. وتتغير مشاعرنا عند الزواج بشكل لاأرادي وإلهي. لأن الشعور هو شيء إلهي. فالإنسان من خلق الله. وخلق أيضاً لديه الشعور. فالإنسان هو الذي يهمر الكونه بدونه لاتوجد حياة.»
وكانت شخصيته بها صفات كاريكاتورية. واكن معارض ليواكيم زيمسن ، والأثنين انتحروا في النهاية.

### يواكيم زيمسن
يواكيم زيمسن هو ابن عم كاستروب، وكان يذهب كاستروب لزيارته في المستشفى، وكان صديقه المقرب. وعلى الرغم من أنهما يرتبطوا ارتباطاً وثيقاً ببعضهما، إلا أنه كان هناك العديد من الاختلافات بينهما. كان زيمسن يجسد القيم العسكرية، وخاصة الشعور بالواجب، في حين أن كان كاستروب يجسد الحياة المدنية. وكانت هذة الاختلافات بينهم أيضاً في قصص الحب: من بداية الرواية، كان يواكيم يحب ماروسجا الروسية، ولكن حبه كان مختلف عن حب كاستروب لكلاوديا الذي لم يستطع الاعتراف لها بحبه.
وكان كاستروب قد قرر البقاء في المصحة بالرغم من شفاءه، ولن زيمسن ترك المصحة دون شفاءه الكامل من أجل حياته العسكرية، لأنه كان يرى أن هذا واجبه. ولكن على الرغم من نجاحه في الجيش، كان يجب عليه العودة إلى مصحة بيرجوف ومات بعد فترة قليلة. عنوان الفصل الذي يروي موته (جندي شجاع) وهو أقتباس ل فاوست من غوته. كان زيمسن معروف بتقبله مصيره بهدؤ، وشخصيته نالت أعجاب باقي الشخصيات في الرواية. وهناك خصائص أخرى للشخصية، مثل تصميمها وقدرتها على قبول المصير.

### الشخصيات الثانوية
وكان طابع الدكتور بيرهنس في مصحة بريجوف به شبه من طابع الدكتور فريدريك جيسن، الذي عالج كاتيا زوجة مان، خلال وجوده في مصحة والد، وهو الذي شخص مرض مان في الرئة عند زيارته للمصحة. وكان نحيل، وطويل القامة، أبيض الشعر، وعيونه زرقاء. وتوفية زوجة مان بالسل. وهناك بعض القراء كانوا يريدون أن يعرفوا إذا كان أقام كاستروب مدة طويلة في المصحة أم لا. وفي اليوم الأول دعا ستمبريني على برهنس باسم ردامنت كما دعا كاستروب ليقضوا أول يوم معاً في المصحة.
كان الدكتور كروكوفسكي تابع للدكتور برهنس، وكانت شخصيته مستوحاة من جورج كرودك، المحلل النفسي المعروف دراسته للأمراض النفسية، ودرس في مصحة مارينهوه من بادن-بادن، واعطى محاضرات عن العلاقة بين الحب والمرض وكانت أفكاره مشابهة جداً لكروكوفسكي. وكان يمارس التحليل النفسي مع مرضى المصحة، بما في ذلك نفسه كاستروب، وقرب نهاية الرواية يظهر اهتماماً كبيراً بعالم مابعد الطبيعة، وعمل جلسات لتحضير الأرواح.
رئيسة الممرضات هي أدرياتيكا فون ميلندونك، واسمها كان مشهور في القرون الوسطى كما لاحظ ستمبريني. وكان أحد العاملين في المستشفى يسمى ايمرنسيا..
وكان من بين الضيوف في المستشفى وأهمها هي، ستوهر كارولين، فرديناند وهسال. وكان السيد ألبين، لديه مرض غير قابل للشفاء وكان كثيراً يفكر في الانتحار. وكانت السيدة أنجلهارت جليسة مائدة كاستروب تريد أن تعرف قصة حبه لكلاوديا زوجة الروسي أنطون كارلوفيتش فرجي.

## مواضيع الرواية

### نظرة عامة
الجبل السحري هو في معناه محاكاة ساخرة من الكلاسيكية الألمانية («فهي رواية تعلم»).وأبطال هذا النوع هانز كاستروب، الذي ترك منزل الأسرة وذهب إلى المصحة ليتلقي العلاج ويدخل في نقاشات عن الفن والسياسة والحب ومن خلال مناقشاته مع نابهتا وستمبريني، الذين لديهما أيديولوجيات مختلفة. ومع ذلك، على عكس الكلاسيكية الألمانية، «التعلم» في الجبل السحري لايناسب هانز كاستروب الذي كان من الطبقة البرجوازية.
ومع ذلك، في العديد من الشخصيات، تم عرض الشهوة المفرطة وتناول الكحوليات مثل شخصية مينهر بربركورن.

### العلاقة بالموت في البندقية
وفقاً للكاتب، رواية الجبل السحري هي رواية قصيرة، وانعكاس للسخرية المضحكة لرواية الموت في البندقية والتي تم الانتهاء منها عام 1912. فهي رواية «مزيج من الموت والحياة» ومان قد ألتقى في المصحة بزوجته عندما ذهب لزيارتها. كان وصف سحرالحياة مع الموت، واضطرابات الحياة مع نظام الحكومة، ووصف الموت في البندقية أكثر من ممتاز وكل ذلك كان بروح الدعابة.
وكان في رواية الجبل السحري تناقضات في جوانب كثيرة مع رواية الموت في البندقية. فقام الكاتب بعمل شخصية مدام تشاوتشات الروسية بديل لشخصية الشابة البولندية الجميلة تاديزو في رواية الموت في البندقية في المصحة لعلاج السل.

### سحر ورمزية الجبل
العلاقة بين الرواية وعنوانها لها مستويات متعددة ومختلفة: «الجبل السحري». وفي الرواية ذكر تمثال داس مارموربليد (تمثال من الرخام) لدلالة على سحر هذا المكان وأنجذاب الشباب إليه. وكانت القصة تتحدث عن موضوع الأنحطاط والخراب بطريقة ساخرة.
ويقع سيناريو الأحداث في رواية مان، في مصحة بيرجوف مصحة، في الجبل السحري. وكان الجبل عالم مغلق بإحكام وكان ذلك على عكس منزل كاستروب.وهناك تلاقى كاستروب بابن عمه زيمسن.
ثم ألتقى كاستروب بمدام تشاوتشات ووقع في حبها. وكانت المصحة في الليل تتحول لمشهد كرنفالي، والجبل يصبح بلوكسبرج. وألتقى الجزء الأول من فاوست غوته، بالسحرات التي يقمون الحفلات في الليل.
و أيضاً مصحة فنوسبرج في (جبل فينوس)، كانت موضوع مألوف في الأدب الألماني، وغيرها في أعمال ريتشارد واجنر تانهواسر، وأيضاً موضوع الجنة والنار التي كانت في أعماله مكان للشهوة والفجور. وكان الزائر يذهب للمصحة ليقضي بعض الوقت مع المريض ثم يجلس في المصحة لمدة سبع سنوات مثل كاستروب. والذي في البداية اقر الطبيب بوجوده لمدة ثلاث أسابيع في المصحة تم جلس حتى سبع سنوات.
وفي الرواية يوجد إشارات إلى الحكايات والأساطير عن طريق ستمبريني، والدكتور كروكوفسكي والدكتور بيرهنس وأيضاً عن طريق مصحة بيرجوف ومملكة الظلال. ووضع بطل الرواية كاستروب إشارة خفية لأسطورة بيرسيفوني، تتعلق أيضاً بعالم الأموات في الأساطير اليونانية. ومع «حلم الثلج» تحت «الثلوج»، توماس مان يأخذ السرد الأسطوري لنكيا. بعد عودة هانز من هادس كان قادر على التوصل إلى استنتاجات عميقة. وكان أحيانا ستمبريني يسخر من بعض استنتجاته.
وكان يوجد وجبات فاخرة تُقدم للمرضى. وكانت مدام تشاوتشات تذكر ابنة الملك رومبلستيلسكين. لم يكن اسم كاستروب اسم فقط للرواية وإنما كان اسم لرواية هانز ايم غلوك. وأيضاً يجب ذكر علاقته بقصة السبع نائمين في أفسس.
وكان الشئ المشترك الذي يوجد في السبع فصول في الرواية هو الرقم السحري سبعة. فقد مكس كاستروب سبع سنوات في المصحة وكانت المصحة في الليل تتحول إلى مشهد كرنفالي يوم كل سبع سنوات. وأيضاً العدد سبعة كان يوجد في عدد حروف ألقاب أبناء عمه، وفي عدد الطاولات التي كانت توجد في المصحة وعدد الغرف. كما كانت وفاة يواكيم يوم سبعة من شهر أغسطس. حتى عندما قرر مينهر بربركورن الانتحار سبعة أشخاص أنقذوه.

### المرض والموت
كان يسود المرض والموت في الرواية كلها. وكان تقريباً كل أبطال الرواية تعانيمن السل بدرجات متفاوتة. وكان المرض والموت يهيمن على الإيقاع اليومي لأشخاص الرواية. وكان باربرا هوجوس من الأشخاص الذين ماتوا بسبب هذا المرض، وتحدث زيمسن عنه مع كاستروب بعد وقت قصير من وصوله إلى المصحة. وفي المناقشات بين ستمبريني ونابهتا تحدثوا عن الموت في الميتافيزيقية. وبالإضافة إلى الأشخاص الذين ماتوا بسبب هذا المرض يوجد نابهتا وبربركورن الذين أرادوا أن ينتحروا.
وقال توماس مان على الموت والمرض في روايته مايلي:
| الجبل السحري | ما تعلمه كاستروب أن الصحة تذهب بسبب المرض والوفاة[...]. أما عن الحياة، فيقول هانز كاستروب في محادثة له مع مدام تشاوتشات، الحياة لها طريقتان: الطريقة الأولى هي المعتادة والرسمية. والآخر هو الموت. وكان هذا هو مفهوم المرض والوفاة باعتبار ذلك خطوة ضرورية للصحة والمعرفة والحياة، يتحول إلى رواية الجبل السحري. | الجبل السحري |

### الوقت
كان الوقت في هذة الرواية مثله في روايات أخرى في هذة الفترة، مثل البحث عن الزمن المفقود في أعمال مارسيل بروست، وكان الوقت هو واحد من العناصر الرئيسية في رواية الجبل السحري. وكانت الأحداث تسير في تسلسل زمني تقليدي (باستثناء الفصل الثاني، الذي استخدم فيه كاستروب الفلاش باك ليروي حياته)، فإن استخدام الوقت في السرد لم يسير على وتيرة واحدة، ولكنه كان تدريجياً . وتنقسم الرواية إلى سبعة فصول، وتروي السبع سنوات التي قضاها كاستروب في المصحة. وكانت الفصول الخمسة الأولى (حوالي نصف الرواية) تروي بدقة التفاصيل الأولى من السنوات السبع وهذة الفترة كانت مثيرة للاهتمام لما يحدث بها مت تغيرات. وفي آخر فصلين من الرواية كان كاستروب أكتر مللاً وروتين.
هذا التباين في الرواي، يجعل هناك تباين في النظرة الشخصية لبطل الرواية. ومنذ لحظو وصول كاستروب للمصحة حذره ابن عمه يواكيم من أن الوقت في الجبل السحري يختلف تماماً عن الوقت في البلدة قائلاً:
| الجبل السحري | ثلاثة أسابيع ليست شيئاً بالنسبة لنا هنا، فالوقت يمر سريعاً وعندما تأتي لقضاء تلاتة أسابيع في المصحة تقضي سبع سنوات. | الجبل السحري |

وقال بول ريكور، أنه من اللمكن أن يكون الخيط المتصل ببعضه في الرواية هو في علاقة حياة كاستروب بالوقت.
إن الخطابات في الروية معتمدة على طبيعة الزمن بها، سواء من الراوي أو الشخصيات. كما أن الراوي أدخل في الفصل الرابع «استطراد حول الوعي بالوقت»، وحدد الراوي أفكاره حول هذا الموضوع قائلاً:
| الجبل السحري | أن مرور الوقت يعطي اتساع أكبر، والوزن والقوة، بحيث أنه عاماً زاخراً بالأحداث يسير ببطء أكثر. والفترات الكبيرة بدون انقطاع تأتي لتقليص الخوف[...]. | الجبل السحري |

وهناك علاقة أيضاً في الرواية بين وقت السرد (أي الوقت الذي حكى فيه الراوي القصة الألمانية أرزاهلزيت وقت المسرود (أي وقت روي الأحداث). وبدأ الراوي في الفصل السابع يسأل إذا كان من الممكن معرفة الوقت على هذا النحو وقام بعمل أسقاط حول معالجة وقت السرد مقارنة بدوره في الموسيقى.

### السياسة
كانت رواية الجبل السحري تدعم أيضاً السياسية. وبعد نشر هذة الرواية بفترة وجيزة تم تحول كبير في الأفكار السياسية للمؤلف، الذي يدافع حتى الآن عن الإمبراطورية الألمانية، على عكس أخيه هاينريش. وكانت الديمقراطية الغربية تتجسد في ستمبريني، بطل الرواية، في حين يعكس نابهتا الاستبدادية. كما تم ذكر الحرب العالمية الأولى في الرواية، والمواجهة بين الديمقراطية الليبرالية والشمولية التي من شأنها أن تهيمن على الساحة السياسية خلال عام 1930.
أعجب بعض المفكرين الماركسيين، مثل لوكاتش، بالجبل السحري. وكاتش مان يعتبر كاتب من الطبقة البرجوازية وتحدث عن تفكيك الوعي الأوروبي في ظل الرأسمالية وتحدث أيضاً عن تعديلات ألبها.

### الشبق
وكان يوجد في الرواية عن طريق تجسيد الأنجذاب المثير وهو كان من خلال حب كاستروب لمدام كلاوديا تشاوتشات. كما أنه ظهر موضوع الإثارة الجنسية في جميع أعمال وهسال وزيمسن في الرواية على عكس كاستروب الذي لم يستطع الاعتراف بحيه لكلاوديا. علاوة على ذلك، وجود المواجهات المثيرة بين المرضى في المصحة. وطوال الرواية، غالبا ما كان يتم التعامل مع موضوع الإثارة الجنسية بطريقة ساخرة. فعتراف كاستروب بحبه لمدا تشاوتشات في مشهد الكرنفال كلان لايخلو من الفكاهة. وبعد ذللك تكرر نفس المشهد عندما أعجبت كلاوديا ببربركورن.
وظهر أيضاً موضوع الإزدواجية عند هانز كاستروب، عندما وقع في حب ميؤوس منه مع كلاوديا تشاوتشات الروسية وفي نفس الوقت تذكر زميله بريبيسلاف هيب الذي كان يحبه كثيراً. وأيضاً أعجب بشخصية بربركورن الذي كان عشيق كلاوديا.
عندما تعرف كاستروب على كلاوديا تشاوتشات وتذكر زميله بريبيسلاف هيب فحلم بحُلم غريب وهو ساحة مدرسته القديمة وتذكر أيضاً عندما كان يأخذ القلم الرصاص من زميله ولكن هذا الحُلم لم يسبب له الأرتياح. وبعد بضعة أيام لاحظ أن شكل زميله بريبيسلاف هيب به شبه كبير من كلاوديا تشاوتشات خاصة العيون كانت متشابهة جداً. وأيضاً كانت حالة كاستروب عندما ذهب أول مرة لزميله ليطلب قلم رصاص وبتحدث معه مثل حالته عندما أراد أن يعترف بحبه لكلاوديا. وكان موضوع القلم الرصاص حدث مهم جداً بالنسبة له حيث أحتفظ بنشارة هذا القلم لمدة سنة كاملة. وقام بعد النقاد بقراءة التحليل النفسي لهذا الحدث وهو أن كان كاستروب يسقط الضؤ على تاريخ حياته.
فمن المعروف الازدوجية عند توماس مان، وبفضل كتلب أنتوني هيلبوت، توماس مان: قام بعمل الازدواجية في عمله إيروس والأدب عام (1996). ولذلك وضع الازدواجية في راويته في حالة كاستروب وزميله بريبيسلاف هيب.
ويوجد أيضاً تشابه في إعجاب كاستروب بستمبريني وإعجابه ببربركورن وأيضاً توجد العلاقة المتوترة بين نابهتا وستمبريني.

### الموسيقى

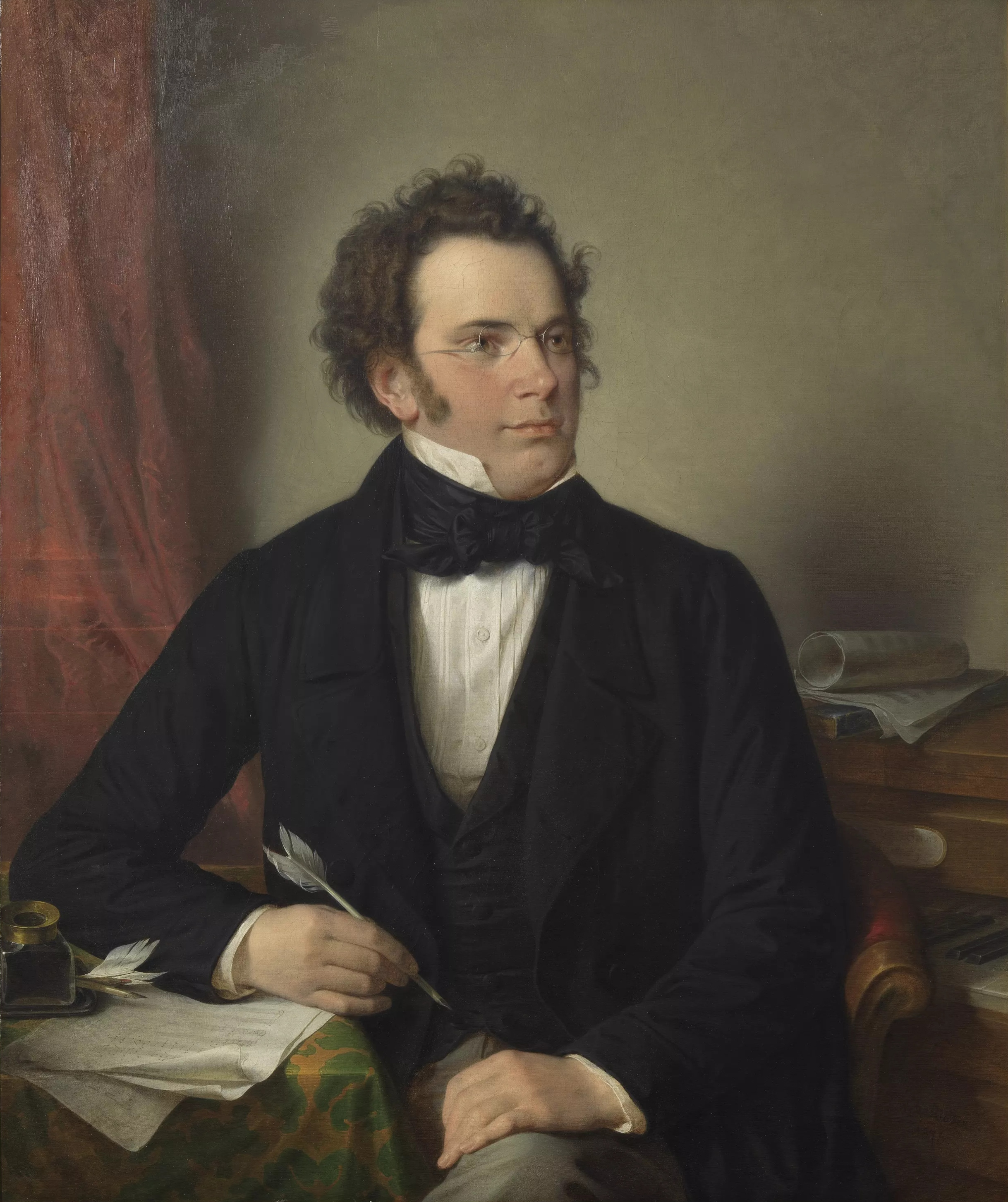
أحد صور فرانز شوبرت الذي له دور مهم في الرواية من قبل وهيلم أوجست ريدر.

كانت الموسيقى سائدة في عمل توماس مان في مثل بودنبروكس أو دكتور فاوست، وكان للموسيقى في الرواية دوراً بارزاً جداً. فقال المؤلف:
| الجبل السحري | مارست الموسيقى ولها دائماً تأثيرا ملحوظاً على أسلوب عملي. [...] ومن الناحية الأدبية، كانت الرواية بالنسبة لي سيمفونية، وتلعب دوراً رئيسياً في الأفكار السائدة في المجتمع. | الجبل السحري |

وقال مان أيضاً كيف استخدم أجنر نفس فكرته في الموسيقى الرمزية.
وفي مشهد بعنوان «متعة الحواس»، في الفصل السابع، وضع الراوي خمس مقاطع من الموسيقى الصوتية ومنها التي Castorpكان كاستروب يستمع إليها في المصحة: مثل أوبرا عايدة لفردي، وبرلوديو دي لاسيستا لدبوسي، وأوبرا كارمن لبيزت، وفاوستو لجونود، ودير ليندنباون لشوبرت. وكان كاستروب يستمع خاصة للأغاني الألمانية. وكانت أيضاً الرواية يوجد بها أغاني حزية عند وفاة الأشخاص وفي المعارك.

## الأبعاد

### جمهورية فيمار
في غضون أيام، تم إرسال الطبعة الأولى لجمهورية فيمار وكان عدد النسخ 1,200 بسعر 21 مارك للنسخة. بعد أربع سنوات، تم بيع 100,000 نسخة، وبعد ذلك تم عمل إصدرات عديدة. وقد تُرجمت هذة الرواية إلى 27 لغة، من بينها اللغات الأوروبية الرئيسية. وتم عمل خمس ترجمات للإنجليزية، وأتنين لليبانية. وتم ترجمتها للقشطالية أول مرة في عام في 1934 (انظر الترجمات إلى الإسبانية).
ومع ذلك، أثارت الرواية غضب بعض الشخصيات المعاصرة التي تم تمثيلها في الرواية. والجدير بالذكر إن جيرهارت هاوبتمان هي منظمة الصحة العالمية، وكان مُعترف بها دولياً، وكانت تعالج حالات السُكر والإدمان وحالات التخلف العقلي. وتم تقديم رسالة اعتذار بتاريخ 11 أبريل 1925، الذي يقر فيها توماس مان بأنه أخطأ في حق صديقه هاوبتمان.
وكان أيضاً الدكتور جيسين، من الأطباء في العيادة الطبية في دافوس في عام 1912 وكان يعالج زوجة مان، الذي جعله الأستاذ الدكتور بيرهنس يشرف على حالتها. في الأوساط الطبية نصحوا الكاتب بأن يذكر المصحة وبلدة دافوس ليزيد ذللك من الدعايا لهما. وفي النهاية ترك جيسن المصحة. وكان الأطباء في حالة سيئة في المصحة التي في الجبل السحري. ولكن بطبيعة الحال، كانت وجهة نظر الأطباء لأداء المصحة جيدة.
في الأوساط الأدبية، حُظيت الرواية بردود أفعال جيدة. فلم ينقد الدكتور آرثر شنيتزلر الرواية. وكانت هناك ملاحظات إيجابية أيضاً من قبل لوكاتش جورج. وكان من النقاد الأكثر انتقاداً معظم النقاد كارل سترنهيم، وألفريد دوبلين، وخاصة برتولت بريشت، الذي سخر من كتابة مان لعبارة «الحكومة ومرتبات طبقة البرجوازية». والسبب الذي جعل مان يأخذ جائزة نوبل في عام 1929 هو أشارته لبودنبروكس في رواية الجبل السحري.

### ريتش الثالث
سخر النازيين من الجبل السحري وقالوا أنه يساعد على التدهور. وشوهوا أيضاً البطولة العسكرية التي انتشرت في الرواية. وعلاوة على ذلك، كانت دعايا وزارة جوبلز على القائمة السوداء. والحريق الذي حدث في 10 مايو1933 أثر على أعمال توماس مان لأن الحريق التهم كتب لتوماس.

### فترة مابعد الحرب العالمية الثانية
بعد الحرب، وجهت انتقادات متزايدة لتوماس مان، وبالتالي لعمله الرئيسي، الجبل السحري، وخاصةً أن المؤلف من الطبقة «البرجوازية». وبدأت الأمور تتغيرتحت تأثير حركة 68، في عام 1975، وكان توماس مان في ألمانيا. ومنذ ذلك الحين، كان هناك إحياء لعمل توماس مان. وقد أثر الناقد كبير الناقد مارسيل رايش رانكي في كثير من الناس والذي قال في مقابلة له أنه لم ير روايات ألمانية أفضل من تشابهات الاختيار لغوته والجبل السحري.

## الترجمات إلى اللغة الإسبانية
قدمت أول ترجمة لهذة الرواية إلى اللغة الإسبانية للكاتب ماريو فرداجر في عام 1934 وتم نشرها وطباعتها. وهذة النسخة صدرت لها عدة أصدارات، وتم توزيعها على نطاق واسع لجميع البلدان الناطقة بالإسبانية. وكانت الآراء متباينة حول ترجمتها، واختلطت الآراء، حيث قال البعض أنها تُرجمت من الألمانية، وآخرين قالوا أنها ترجمت من الفرنسية. وتعرض أصدار هذة الترجمة إلى انتقادات. في عام 2005، تم نشر ترجمة جديدة لها من إيزابيل غارسيا أدانس.

## عرضها في السينما
كانت تعتبر تلك هي الرواية الوحيدة التي يتم عمل فيلم سينمائي منها في عام1981 وكان المنتج السينمائي فرانز سيتز بدأ التجربة تحت إشراف هانز جورج جيسندورفير. وكانت الشركة الألمانية الفرنسية الإيطالية للإنتاج السنمائي المشترك استمرت ساعتين في عرض الفيلم وسبع ساعات في عرضه في التلفزيون. وكان كريستوف إيكهورن يمثل دور كاستروب، رود ستيجر يمثل دور بربركورن، ماري فرانس بيسير تقوم بدور كلاوديا تشاوتشات، هانز كريستيان بلتش وفلافيو بوتشي يقومان بدور ستمبريني، تشارلس أزنافور يمثل دور نابهتا، والكسندر رادزون، مارجوت هيلستشر، غابرييل جودرون، آن زكريا، إيرم هيرمان، كورت راب، رولف زاتشر، تيلو بروكنر.

## إشارات إلى الرواية في الثقافة

### السينما
في 59:57 دقيقة من الفيلم تظهر الحسناء إبوقو الإسبانية، وفرناندو ترويبا، الحائز على جائزة الأوسكار لأفضل فيلم أجنبي لعام 1992، وفرناندو فرنان جوميز يروي هذه الرواية. وتمت الموافقة عليهم من قبل المدير.
كان المقطع المذكور من الرواية على النحو التالي:

### أدب
كان كاستروب، بطل الرواية، يعكس شخصية الكاتب البولندي باول هول في دانزيغ، حيث، ما يهمه هو الجبل السحري، وقضى أربع سنوات في كلية الفنون التطبيقية. وتم نشر الرواية في عام 2004 في ألمانيا. وتم نشر كورتيس الأمريكية البيضاء التي نُشرت في العام نفسه، باللغة الإنجليزية.
وكانت البلوز في طوكيو هي رواية (خشب النرويج)، واليابانية منها هاروكي موراكامي، وكانت الشخصية الرئيسية فيهم تهتم بالجبل السحري. كما هو الحال في رواية مان، وكان العديد من الشخصيات في عمل موراكامي يترددون في مغادرة المصحة.
وتم استخدام بعض شخصيات الجبل السحري في عمل فريدريك توتن في كتابه تينتين في العالم الجديد، مختلطة مع مغامرات تينتين.

### الموسيقى
نشر الموسيقار تكنو فولفجانج فويت في عام 1999 ألبومه باسم مشروع الغاز من ألبوم زاوبربرج، مشيراً إلى أن مان في العنوان وضع نبرة قاتمة في مؤلفاته. وكان الألبوم يحتوي على أغنية بعنوان الجبل السحري كتبها ماكينو كازو، وتتضمن بعض الأفكار الجديدة. كما أنه عندالإفراج عن فرقة البرق بولت، أصدرت ألبوما بعنوان جبل الهيبرماجيك وبه إشارة إلى الرواية. وأخيراً، فإن زعيم فرقة الروك الأنتربول، بول بانكس أصدر ألبوماً ونشره في عام 2009 كان اسمه جوليان بلنتي، وهي اسم «ناطحة سحاب».